# Werner M. Lenz
Werner M. Lenz (* 29. Juli 1923 in Hamburg) ist ein deutscher Kameramann und Filmregisseur.

## Leben
Nach einer fotografischen Ausbildung wurde er Dokumentarfilmer und Kameraassistent von Willy Winterstein. Als Chefkameramann begann er mit Heimatfilmen, dann folgten Militär- und Musikkomödien.
Seit 1961 arbeitete Lenz fast ausschließlich für Gero Weckers Arca Film, wobei nun Krimis, Abenteuer- und Agentenfilme dominierten. Seit 1967 führte er bei Oswalt Kolles Aufklärungsfilmen die Kamera und war einige Male auch als Regisseur verantwortlich. 1972 beendete Lenz seine Laufbahn beim Film und zog etwas später nach Spanien.

## Filmografie (als Kameramann)
- 1951: Auf neuen Wegen (Kurz-Dokumentarfilm)
- 1952: Haus im Haus (Kurz-Dokumentarfilm)
- 1954: Geld aus der Luft
- 1954: … und ewig bleibt die Liebe
- 1955: Sohn ohne Heimat
- 1956: Der Glockengießer von Tirol
- 1956: Mein Bruder Josua
- 1956: Solange noch die Rosen blühn
- 1957: Gruß und Kuß vom Tegernsee
- 1957: Unter Palmen am blauen Meer
- 1957: Die Unschuld vom Lande
- 1957: Der Adler vom Velsatal
- 1957: Alle Wege führen heim
- 1958: Mein Mädchen ist ein Postillion
- 1958: Wenn Mädchen ins Manöver zieh’n
- 1958: Mikosch, der Stolz der Kompanie
- 1958: Das verbotene Paradies
- 1958: Wenn die Conny mit dem Peter
- 1959: Mikosch im Geheimdienst
- 1959: Ja, so ein Mädchen mit 16
- 1960: Wir Kellerkinder
- 1960: Die junge Sünderin
- 1962: Das Mädchen und der Staatsanwalt
- 1962: So toll wie anno dazumal
- 1962: Heute nacht starker Nebel
- 1962: Liebling, ich muß dich erschießen
- 1963: Die lustigen Vagabunden
- 1963: Die weiße Spinne (auch Herstellungsleitung)
- 1963: Ferien wie noch nie
- 1963: Jack und Jenny (auch Herstellungsleitung)
- 1964: Das Wirtshaus von Dartmoor (auch Herstellungsleitung)
- 1964: Frühstück mit dem Tod
- 1964: Lana – Königin der Amazonen
- 1965: Das Geheimnis der drei Dschunken (auch Schnitt)
- 1966: Zwei Girls vom Roten Stern
- 1966: Karriere (A belles dents)
- 1968: Oswalt Kolle: Das Wunder der Liebe
- 1968: Oswalt Kolle: Das Wunder der Liebe II – Sexuelle Partnerschaft
- 1969: Oswalt Kolle: Deine Frau, das unbekannte Wesen
- 1969: Rat’ mal, wer heut bei uns schläft...? (auch Schnitt)
- 1969: Oswalt Kolle: Zum Beispiel Ehebruch
- 1970: Oswalt Kolle: Dein Mann, das unbekannte Wesen (nur Regie)
- 1970: Oswalt Kolle: Dein Kind, das unbekannte Wesen (auch Regie)
- 1970: Die liebestollen Baronessen (nur Schnitt)
- 1971: Das ehrliche Interview (nur Regie)
- 1972: Facts – Kopenhagen-Sex-Report (auch Regie)
- 1972: Ich. Das Abenteuer, heute eine Frau zu sein
- 1972: Oswalt Kolle: Liebe als Gesellschaftsspiel (auch Regie)